# Marlin Model 1881
O Marlin Model 1881 é um rifle de repetição por ação de alavanca, projetado por John Marlin, lançado em 1881 pela Marlin Firearms Company de North Haven, Connecticut. 

## Histórico
Esse foi o primeiro rifle de repetição por ação de alavanca produzido pela Marlin, um desenho reforçado em relação aos contemporâneos, com um mecanismo de alavanca melhorado, o Marlin 1881 era um modelo robusto e pesado, que aceitava cartuchos de grosso calibre, similares àqueles usados para caçar búfalos, ursos, e outros animais de grande porte.
O Model 1881 foi concebido por John Marlin, um ferramenteiro e projetista que trabalhava como armeiro a vários anos, suas primeiras criações foram revólveres de fogo circular na década de 1860. Em 1875, Marlin começou a produzir sua versão do rifle Ballard, bem popular na época. Quando o modelo 1881 foi introduzido, Marlin tornou-se rapidamente o principal produtor de rifles de repetição para caça de grande porte.
O novo rifle só recebeu a designação de Model 1881, em 1888. Até então, eles eram comercializados sob o simples nome de "Marlin Repeating Rifle". Ele era derivado de vários princípios das patentes de Andrew Burgess que também eram usados no Rifle Colt-Burgess e no Rifle Whitney-Kennedy. John Marlin tinha licença para usar essas ideias e tratou de melhorá-las com suas próprias patentes. Essas melhorias resultaram num mecanismo de repetição tão potente que sua resistência era semelhante à dos rifles de ação por ferrolho do mesmo período.
O Model 1881, usava o calibre .45-70, e até o lançamento do Winchester Model 1886, o Marlin 1881, era o único rifle de repetição que suportava cartuchos de grosso calibre da época, e ficou sem competidores por vários anos. Além do .45-70, ele também suportava: o .32-40, o .38-55, o .40-60 e o .45-85. O cano do Model 1881 era octogonal, medindo 28 polegadas (71,12 cm), com capacidade para dez tiros, e o preço da época era de $32,00 (um dos mais caros rifles de repetição daquele período). O total de unidades produzidas do Model 1881 entre 1881 e 1903 é estimado em 20.535.